# Oficina Central de Seguridad del Partido Comunista de China
La Oficina Central de Seguridad  es el jefe de la Oficina Militar de los Cuerpos de Seguridad responsable de la seguridad del gobierno chino de alto rango, del Partido Comunista y de los líderes militares. La Oficina controla la Unidad Central de Guardias del Ejército Popular de Liberación (a veces como Regimiento Central de Guardias; también llamada Unidad 8341, y menos comúnmente, Unidad 57001).

## Historia
Activado en 1949, en Xibaipo, Hebei, el departamento era un regimiento de seguridad independiente del EPL que no dependía de la Región Militar de Beijing. En cambio, estaba subordinada al Departamento de Estado Mayor Conjunto de la Comisión Militar Central y bajo el mando de un Coronel Superior de la Policía Armada Popular.
Cuando se formó por primera vez en 1949, esta unidad incluía una sola brigada formada por 3 regimientos, siendo el más grande el 4º Regimiento de la 2ª División del Ejército de Seguridad Pública (PSA, 公安军) del EPL. El 5º Regimiento y el 6º Regimiento eran de unidades del EPL en Shandong y el noreste de China respectivamente. Debido a sus importantes misiones, la unidad del tamaño de una brigada recibió el estatus de unidad de división, y de ahí su nombre original, la 2ª División del ESP (公安二师) del PLA. Dos años más tarde, la unidad fue rebautizada como la División de la Guardia Central (中央警卫师) en 1951, y los 4º, 5º y 6º Regimientos fueron rebautizados como el 1.er, 2º y 3º Regimiento respectivamente, siendo el 1.er regimiento el mayor, con un total de más de mil soldados.
El 9 de junio de 1953, la unidad pasó por otra y su reorganización más significativa. El Primer Regimiento de la Segunda División del ESP del PLA se convirtió en una unidad independiente en Zhongnanhai, única responsable de las misiones de protección de VIP. El regimiento pasó a llamarse Regimiento de la Guardia Central (中央警卫团) y fue puesto bajo el control directo del Ministerio de Seguridad Pública de la República Popular China (MSP de la RPC). Se formó una 9.ª Mesa dentro del MSP para las nuevas misiones, con el futuro miembro del Comité Permanente del Politburó Wang Dongxing como jefe de la Mesa, Zhang Yaosi (张耀祠) como jefe adjunto de la Mesa, reportando directamente al entonces Ministro del MPS, Luo Ruiqing. Después de la caída de Luo Ruiqing del poder en 1965, Wang Dongxing fue puesto a cargo como jefe del partido del regimiento, y eventualmente sería removido de esta importante posición después de su propia caída del poder después del final de la Revolución Cultural.
En comparación con el cambio drástico en la alta dirección, el mando del propio Regimiento de la Guardia Central había experimentado una dirección mucho más estable. Cuando el regimiento se formó y nombró por primera vez en Zhongnanhai en 1953, Zhang Yaosi, el subdirector jefe de la 9.ª Oficina de la MSP de la RPC también fue nombrado como el comandante del regimiento, Zhang Hong (张宏, no relacionado con Zhang Yaosi) fue nombrado como el subcomandante del regimiento y jefe de personal del regimiento, Yang Dezhong (杨德中) fue nombrado comisario político, Wang Huayu (王化宇) fue nombrado comisario político adjunto y director de la dirección política, y Wang Lianlong (王连龙, no relacionado con Wang Huayu) fue nombrado director adjunto de la dirección política. Los oficiales del regimiento permanecerían en sus respectivos puestos durante las próximas décadas.
Durante el mismo año de la reorganización más significativa, la unidad comenzó a utilizar por primera vez la denominación que se le asignó. La primera designación dada a la unidad en 1953 fue Carácter General 001 (总字), con General se refiere a la Sede del Estado Mayor de la EPM. Esta denominación se utilizó hasta finales de los años cincuenta, cuando se cambió a "3437". En 1964, la denominación "3437" fue sustituida por "8341", una denominación utilizada originalmente para un almacén estratégico de EPL.  Cuando el almacén fue desactivado y cerrado, el Cuartel General del Estado Mayor del EPL reasignó la designación "8341" al Regimiento de la Guardia Central, y fue utilizado durante casi 8 años, cuando fue reemplazado por "57003" en 1971. 8341 se convirtió en la designación más famosa y bien conocida para la unidad y aunque ya no se utiliza desde 1971, muchos todavía se refieren al regimiento como Unidad 8341 hoy en día. Después de 8341, la unidad fue brevemente designada como "57003" durante la purga del ejército chino después de la muerte de Lin Biao en 1971, pero pronto la designación fue cambiada a "57001", la última designación conocida por el público, que se rumorea (aún no se ha confirmado) que sigue en uso en la actualidad. La razón original para asignar la designación era por razones de seguridad y a los soldados del regimiento no se les permitía anotar el nombre y la dirección al escribir a sus familiares y amigos, sino simplemente anotar la Unidad 8341 u otras designaciones en su lugar.
Desde su activación en 1949, la unidad ha custodiado a todos los antiguos líderes chinos, incluidos Mao Zedong, Zhou Enlai, Hua Guofeng, Deng Xiaoping, Jiang Zemin, Hu Jintao y sus familiares directos. A la unidad se le atribuye haber ayudado a poner fin a la Revolución Cultural cuando Wang Dongxing, entonces jefe de la unidad 8341, apoyó el golpe de Estado liderado por el Mariscal Ye Jianying contra la Banda de los Cuatro el 6 de octubre de 1976. Cuando la unidad se formó por primera vez, tenía un alto requisito de alistamiento: cualquier candidato debe ser un graduado de la escuela secundaria, un requisito que no parece ser mucho hoy en día, pero se consideraba difícil a principios de la década de 1950, cuando más de la mitad de la población china era analfabeta. A la unidad se le prohibió participar en cualquier desfile público, con una sola excepción: después del arresto de la Pandilla de los Cuatro, se celebró una gran celebración en octubre de 1976 en Pekín, y a la unidad se le concedió permiso para participar en este único evento público.

## Estructura
El total de efectivos de la unidad es de más de ocho mil, organizados en 7 grupos que suman un total de 36 escuadrones, cada uno con su propia misión: el primer grupo es responsable de Zhongnanhai y áreas circundantes, el segundo grupo era anteriormente responsable de Maojiawan (毛家湾), la antigua residencia de Lin Biao, pero actualmente es responsable del campamento base. Este campamento base contiene varios cuarteles de la unidad en el centro y en el noroeste de Beijing, cerca de Colinas del Oeste. El cuarto grupo es responsable de Montaña de la Primavera de Jade (玉泉山) y sus alrededores, y el quinto grupo es responsable de Pensión Estatal Diaoyutai y sus alrededores. El séptimo grupo es responsable de una residencia VIP en el distrito de Beidaihe. Los grupos ocho y nueve son reservas móviles. El 1.er Escuadrón del primer grupo tiene la tarea de proteger al Secretario General del Partido Comunista, mientras que el 3er Escuadrón del primer grupo tiene la tarea de proteger al Primer Ministro del Consejo de Estado. Después de la muerte de Lin Biao, se formó un octavo grupo, armado con artillería antiaérea, encargado de la defensa aérea, pero pronto fue disuelto.
El área de responsabilidad se dividió en zonas de seguridad exterior e interior, con una zona interior con mayores medidas de seguridad. La zona interior se divide a su vez en tres categorías y cuanto más alta sea la categoría, más estrictas serán las medidas de seguridad. Los detalles de seguridad asignados a zonas de nivel superior pueden entrar en zonas de nivel inferior, pero no viceversa. Además de centinelas y patrullas, también se desplegaron agentes de civil para las misiones de seguridad. Debido a que la unidad fue desplegada en las zonas de alto perfil de la capital, los que están haciendo detalles de seguridad reciben mejores uniformes para proporcionar una mejor imagen de China. Tan pronto como se haya completado el destacamento de seguridad, los soldados deben devolver inmediatamente los mejores uniformes a su regreso y cambiarse a los uniformes estándar del Ejército Popular de Liberación (EPL) que usan las unidades regulares que no son de élite.
Además de los siete grupos, hay otras dos dependencias permanentes de la Oficina Central de Seguridad. La primera consiste en una pequeña fábrica de menos de un centenar de trabajadores, mientras que la otra es una granja situada en la Montaña de la Primavera de Jade. Ambos fueron establecidos para proveer suministros a la necesidad de los líderes chinos por razones de seguridad, porque a las fábricas ordinarias no se les permitía fabricar los bienes que los líderes chinos necesitaban para su vida diaria, aunque esta práctica se ha reducido significativamente después de que comenzara la reforma económica china. Aunque la fábrica es pequeña, ha adoptado las tecnologías más avanzadas disponibles para China y ha mantenido más de cuatro docenas de máquinas-herramientas altamente digitalizadas e informatizadas que son capaces de producir una amplia gama de productos, incluyendo piezas para los programas de armas nucleares chinos desde hace varias décadas, cuando el programa comenzó. La mayoría de los bienes producidos eran bienes de consumo. Los productos de esta pequeña fábrica fueron una vez exportados, pero esta práctica ha sido abandonada.
La granja en la Montaña de la Primavera de Jade era originalmente un rancho para los caballos militares, porque la unidad tenía originalmente un escuadrón de caballería, y muchos líderes chinos regularmente visitaban el rancho para montar a caballo y practicar tiro al blanco. Después de que el escuadrón de caballería fue disuelto, el rancho fue convertido en una granja, produciendo toda la comida que los líderes chinos necesitaban, y una porción de las propias necesidades de la unidad. La granja ha estado practicando la agricultura orgánica desde su establecimiento, y nunca había usado ningún pesticida o fertilizantes químicos. Como resultado, el rendimiento no fue tan alto como el de otras granjas en China donde se usan pesticidas y fertilizantes químicos. La mayor parte de la producción agrícola es arroz.

## Formación y deberes
Mientras que la Oficina Central de Seguridad tiene un regimiento completo de tropas listas para el combate, su comandante es típicamente un oficial de alto rango del regimiento - un general de división. El actual comandante del departamento es el Teniente General Wang Shaojun.
Junto con la seguridad personal de los altos dirigentes del gobierno, partido y militares chinos, la oficina también es responsable de proteger la oficina y la vivienda de los líderes. Lugares como el Mausoleo de Mao Zedong, el Gran Salón del Pueblo, la Montaña de la Primavera de Jade, la Pensión Estatal Diaoyutai, Tiananmen y Zhongnanhai están custodiados por la unidad. El área de responsabilidad se amplió en gran medida durante la Revolución Cultural, pero desde entonces ha vuelto a su tamaño original tras el final de la Revolución Cultural. 

## Armas de fuego
La unidad está equipada con una variedad de armas, incluyendo el subfusil de tipo 05 fabricada en China y las pistolas Taurus PT709 fabricadas en Brasil.
| Modelo/de marca | Tipo                  | Origen            |
| Norinco         | Ametralladora tipo 05 | China             |
| Taurus          | PT709                 | Bandera de Brasil |